# IndyCar Series 2020
Die NTT IndyCar Series 2020 war die 25. Saison der IndyCar Series und die 99. Meisterschaftssaison im US-amerikanischen Monoposto-Sport. Sie sollte ursprünglich am 15. März in St. Petersburg beginnen und am 20. September in Monterey enden. Der Saisonstart wurde jedoch am 13. März aufgrund der COVID-19-Pandemie verschoben und fand am 6. Juni in Fort Worth statt. Ganassi-Pilot Scott Dixon wurde zum sechsten Mal Meister. Er startete die Saison mit drei Siegen. Mit einem vierten Sieg nach acht Rennen hatte er 117 Punkte Vorsprung auf den Titelverteidiger Josef Newgarden. Danach verkürzte Newgarden den Rückstand auf Dixon kontinuierlich und lag am Ende 16 Punkte hinter ihm. Rinus VeeKay wurde Rookie of the Year.

## Änderungen

### Sportliche Änderungen
Wegen des kürzeren Kalenders wurden beim Saisonfinale keine doppelten Punkte vergeben.
Fahrer, die mehr als vier Motoren brauchten, wurden in der Startaufstellung wieder strafversetzt. Für jeden neuen Motor über den vierten hinaus wurde ein Fahrer auf Straßen- und Stadtkursen sechs Plätze und auf Ovalen neun Plätze zurückversetzt. Eine Ausnahme bildete das Indy 500. Strafversetzungen, die dort hätten stattfinden sollen, wurden auf das darauffolgende Rennen übertragen. Strafversetzungen für Motorenwechsel gab es bereits 2012 und 2013. Im Gegensatz zu damals durften die Motorenhersteller selber entscheiden, wie die 10.000 Meilen Mindestlaufzeit auf die vier Motoren aufgeteilt wird. Strafen wurden damit erst gegen Ende der Saison erwartet.
Die verbleibende Push-to-Pass Zeit wurde nur noch beim Überfahren der Start-Ziel-Linie aktualisiert und nicht mehr in Echtzeit angezeigt. Die Teams hatten diese Information genutzt um ihre Fahrer über die Nutzung des Systems durch unmittelbar hinter oder vor ihn fahrenden Fahrzeugen zu warnen. Das sollte verhindern, dass verteidigende Fahrer versuchen einen Überholversuch durch Push-to-pass zu verhindern.
Bei Boxenstopps darf eine weitere Person am Fahrzeug arbeiten. Sie darf nur die Abreißfolien der Schutzscheibe entfernen. Die Anzahl der Personen, die bei einem Boxenstopp am Fahrzeug arbeiten dürfen erhöhte sich damit auf sieben. Die Maximalgeschwindigkeit wurde auf kurzen Ovalen und Stadt- und Straßenkursen von 50 auf 45 Meilen pro Stunde gesenkt. Auf den restlichen Ovalen blieb das Limit von 60 Meilen pro Stunde bestehen.

### Technische Änderungen

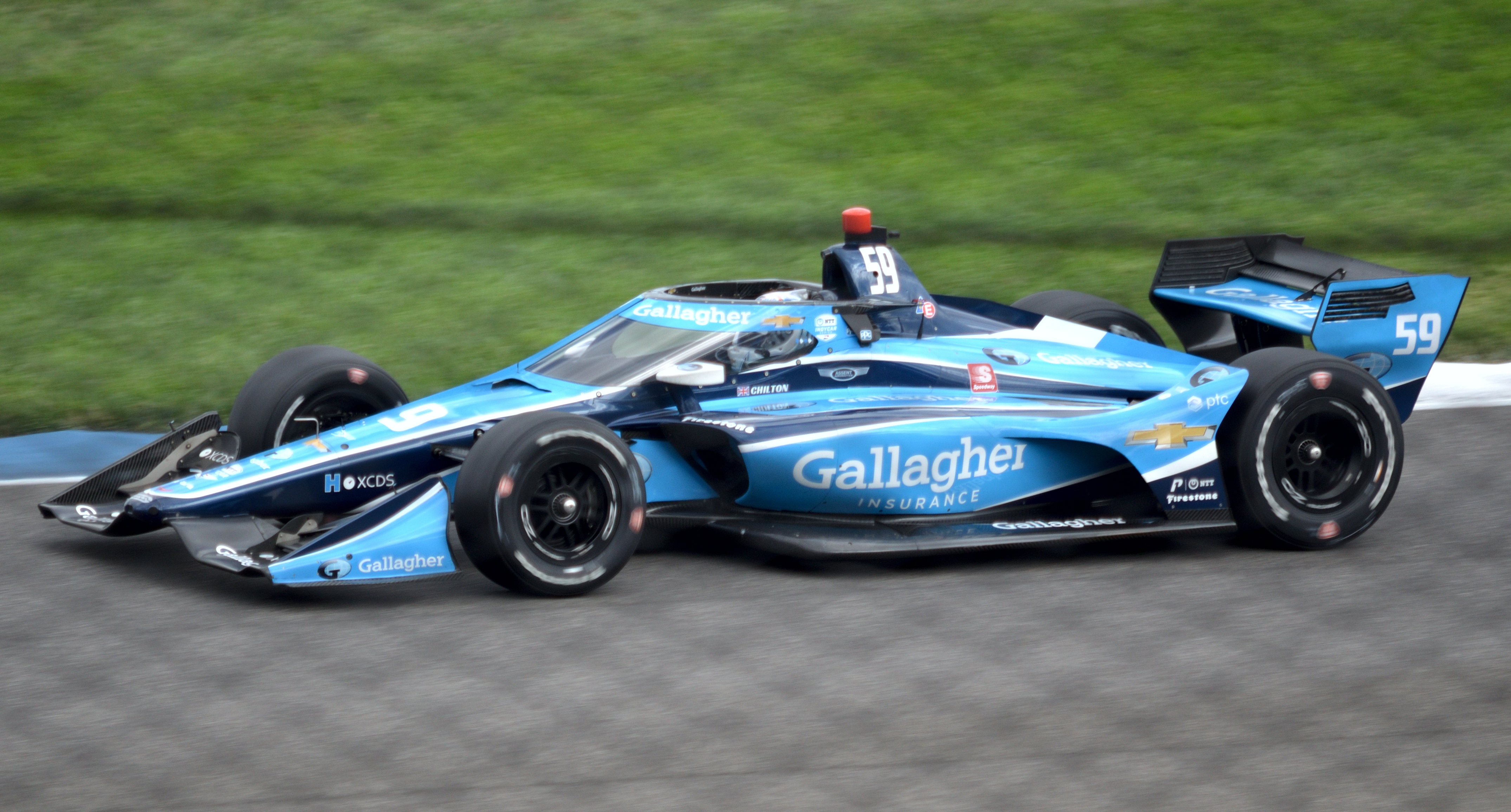
In dieser Saison wurde der Aeroscreen eingeführt. Hier am Fahrzeug von Max Chilton.

Am 24. Mai 2019 gab IndyCar bekannt, dass die Fahrzeuge ab der Saison 2020 mit dem Aeroscreen, einem neuen Cockpitschutz, ausgestattet werden. Dies in Zusammenarbeit mit Red Bull Advanced Technologies und Dallara entwickelte Schutzsystem löst den im Vorjahr eingeführten Advanced Frontal Protection, kurz AFP, ab. Der Cockpitschutz, welcher den Fahrer vor umherfliegenden Trümmerteilen schützt, ist eine Kombination aus einer Polycarbonat-Schutzscheibe und einem Titanrahmen, der an drei Punkten mit dem Monocoque verbunden ist.

### Serieneigentümer
Die Penske Entertainment Corp, eine Tochtergesellschaft der Penske Corporation von Teamchef Roger Penske, kaufte die Serie und den Indianapolis Motor Speedway vom bisherigen Inhaber Hulman & Company. Am 4. November 2019 wurde der Verkauf bekanntgegeben und im Januar 2020 abgeschlossen.

## Teams und Fahrer
23 Fahrzeuge und 19 Fahrer nahmen an allen Rennen teil.
Alle Teams benutzten das Chassis Dallara DW12 mit dem IR-18-Aerokit und Reifen von Firestone. Die von Chevrolet und Honda bereitgestellten Motoren sind 2,2 Liter V6-Twinturbos.
| Team                                                        | Nr. | Fahrer             | Motor     | Veranstaltung   |
| ----------------------------------------------------------- | --- | ------------------ | --------- | --------------- |
| A. J. Foyt Enterprises                                      | 04  | Charlie Kimball    | Chevrolet | 1–14            |
| A. J. Foyt Enterprises                                      | 14  | Tony Kanaan        | Chevrolet | 1, 5, 6, 9–11   |
| A. J. Foyt Enterprises                                      | 14  | Dalton Kellett     | Chevrolet | 2–4, 7, 8       |
| A. J. Foyt Enterprises                                      | 14  | Sébastien Bourdais | Chevrolet | 12, 13, 14      |
| A. J. Foyt Enterprises                                      | 41  | Dalton Kellett     | Chevrolet | 9, 12, 13       |
| Andretti Autosport                                          | 26  | Zach Veach         | Honda     | 1–11            |
| Andretti Autosport                                          | 26  | James Hinchcliffe  | Honda     | 12–14           |
| Andretti Autosport                                          | 27  | Alexander Rossi    | Honda     | 1–14            |
| Andretti Autosport                                          | 28  | Ryan Hunter-Reay   | Honda     | 1–14            |
| Andretti Autosport                                          | 29  | James Hinchcliffe  | Honda     | 1, 2, 9         |
| Andretti Harding Steinbrenner Autosport                     | 88  | Colton Herta       | Honda     | 1–14            |
| Andretti Herta Autosport w/ Marco Andretti & Curb-Agajanian | 98  | Marco Andretti     | Honda     | 1–14            |
| Arrow McLaren SP                                            | 05  | Patricio O’Ward    | Chevrolet | 1–14            |
| Arrow McLaren SP                                            | 07  | Oliver Askew       | Chevrolet | 1–11, 14        |
| Arrow McLaren SP                                            | 07  | Hélio Castroneves  | Chevrolet | 12, 13          |
| Arrow McLaren SP                                            | 66  | Fernando Alonso    | Chevrolet | 9               |
| Carlin                                                      | 59  | Max Chilton        | Chevrolet | 2–4, 7–9, 12–14 |
| Carlin                                                      | 59  | Conor Daly         | Chevrolet | 1, 5, 6, 10, 11 |
| Chip Ganassi Racing                                         | 08  | Marcus Ericsson    | Honda     | 1–14            |
| Chip Ganassi Racing                                         | 09  | Scott Dixon        | Honda     | 1–14            |
| Chip Ganassi Racing                                         | 10  | Felix Rosenqvist   | Honda     | 1–14            |
| Dale Coyne Racing with Vasser-Sullivan                      | 18  | Santino Ferrucci   | Honda     | 1–14            |
| Dale Coyne Racing with Rick Ware Racing and Byrd Belardi    | 51  | James Davison      | Honda     | 9               |
| Dale Coyne Racing with Team Goh                             | 55  | Alex Palou         | Honda     | 1–14            |
| DragonSpeed                                                 | 81  | Ben Hanley         | Chevrolet | 9               |
| Dreyer & Reinbold Racing                                    | 24  | Sage Karam         | Chevrolet | 2, 9, 12, 13    |
| Dreyer & Reinbold Racing                                    | 67  | J. R. Hildebrand   | Chevrolet | 9               |
| Ed Carpenter Racing                                         | 20  | Conor Daly         | Chevrolet | 2–4, 7, 8 12–14 |
| Ed Carpenter Racing                                         | 20  | Ed Carpenter       | Chevrolet | 1, 5, 6, 9–11   |
| Ed Carpenter Racing                                         | 21  | Rinus VeeKay       | Chevrolet | 1–14            |
| Ed Carpenter Racing                                         | 47  | Conor Daly         | Chevrolet | 9               |
| Meyer Shank Racing                                          | 60  | Jack Harvey        | Honda     | 1–14            |
| Rahal Letterman Lanigan Racing                              | 15  | Graham Rahal       | Honda     | 1–14            |
| Rahal Letterman Lanigan Racing                              | 30  | Takuma Satō        | Honda     | 1–14            |
| Rahal Letterman Lanigan Racing with Citrone/Buhl Autosport  | 45  | Spencer Pigot      | Honda     | 2, 9            |
| Team Penske                                                 | 01  | Josef Newgarden    | Chevrolet | 1–14            |
| Team Penske                                                 | 03  | Hélio Castroneves  | Chevrolet | 9               |
| Team Penske                                                 | 03  | Scott McLaughlin   | Chevrolet | 14              |
| Team Penske                                                 | 12  | Will Power         | Chevrolet | 1–14            |
| Team Penske                                                 | 22  | Simon Pagenaud     | Chevrolet | 1–14            |

1. ↑  Carlin hatte geplant ein zweites Fahrzeug mit der Nummer 31 einzusetzen. Sérgio Sette Câmara und Felipe Nasr hatten sich das Fahrzeug beim Vorsaisonstest geteilt und Nasr wäre beim ursprünglichen Saisonauftakt in St. Petersburg gestartet.

### Änderungen bei den Teams
Am 9. August 2019 bestätigte McLaren Racing, dass das Team in Zusammenarbeit mit Schmidt Peterson Motorsports starten werde. Der neue Name des Teams ist „Arrow McLaren SP“. Wegen der schlechten Beziehungen zwischen McLaren und Honda wechselte das Team zu Chevrolet-Motoren. Ursprünglich wollte Mclaren wie bereits 2017 beim Indy 500 mit Andretti Autosport zusammenarbeiten. Weil Honda aber nicht Rossi, Hunter-Reay und Herta verlieren wollte, kam es nicht zur Zusammenarbeit.
Meyer Shank Racing bestritt die Saison mit Unterstützung von Andretti Technologies. In den letzten zwei Jahren ist das Team von Schmidt Peterson Motorsports unterstützt worden. Weil das Team von Michael Shank und Jim Meyer weiter Motoren von Honda nutzen wollte, musste es sich einen neuen Partner suchen.
Harding Steinbrenner Racing wurde wegen finanzieller Schwierigkeiten von Andretti Autosport übernommen. Das Team trat in dieser Saison als Andretti Harding Steinbrenner Racing an.
Dale Coyne Racing brachte einen Wagen in Zusammenarbeit mit dem japanischen Team Goh an den Start. Fahrer war Alex Palou, der in der vergangenen Saison bereits in der Super-GT-Serie für das Team Goh gefahren ist.
Citrone/Buhl Autosport setzte zusammen mit Rahal Letterman Lanigan Racing beim GMR Grand Prix und dem Indy 500 einen Wagen ein.
Das neu gegründete Team Top Gun Racing gab am 24. April bekannt, dass es beim Indy 500 einen Wagen an den Start bringen will. Am 29. Juni wurde bekannt, dass das Team nicht mehr antritt. Geplant sei ein Start 2021 beim Indy 500.

### Änderungen bei den Fahrern
Debütanten
- Oliver Askew (aus der Indy Lights Serie)
- Dalton Kellet (aus der Indy Lights Serie)
- Alex Palou (fuhr im letzten Jahr in der Super GT und Super Formula)
- Rinus Veekay (aus der Indy Lights Serie)

Wechsel
James Hinchcliffe wurde nach der Partnerschaft von Schmidt Peterson Motorsports mit McLaren trotz eines gültigen Vertrags nicht übernommen. Er startet bei drei Rennen im vierten Wagen von Andretti Autosport. Marcus Ericsson verließ Schmidt Peterson Motorsports ebenfalls und wechselte zu Chip Ganassi Racing. Er wird im Fahrzeug mit der Nummer 8 starten.
Conor Daly ersetzte bei Ed Carpenter Racing Ed Jones. Weil Daly sich das Cockpit mit Teambesitzer Ed Carpenter teilt, der wie in den letzten Jahren nur die Ovalrennen fährt, startet er bei den verbleibenden Ovalrennen für Carlin. Er übernimmt dort das Fahrzeug von Max Chilton, der seit letzter Saison außer beim Indy 500 nicht mehr bei Ovalrennen startet. Das zweite Cockpit bei Ed Carpenter Racing übernimmt Rookie Rinus VeeKay von Spencer Pigot. Pigot wird bei zwei Rennen für Rahal Letterman Lanigan Racing with Citrone/Buhl Autosport starten.
Charlie Kimball, der letztes Jahr Teilzeitpilot bei Carlin war, übernimmt bei A.J. Foyt das Fahrzeug von Matheus Leist. Tony Kanaan bestreitet seine letzte Saison und wird nur noch bei den Ovalrennen starten. Sébastien Bourdais’ Vertrag bei Dale Coyne Racing wurde nicht verlängert. Bourdais und Dalton Kellet teilen sich die Renneinsätze bei A.J. Foyt auf den Straßen- und Stadtkursen. Dale Coynes Fahrzeug mit der Nummer 18 wird von Santino Ferrucci übernommen.
V8 Supercars-Fahrer Scott McLaughlin sollte ursprünglich das vierte Penske-Fahrzeug beim GMR Grand Prix fahren. Wegen der Terminänderungen startete er aber nicht mehr. Felipe Nasr und Ben Hanley sollten für Carlin bzw. für DragonSpeed beim Saisonauftakt in St. Petersburg starten.

## Rennkalender
Der ursprüngliche Rennkalender der IndyCar Series wurde am 1. September 2019 vorgestellt und umfasste 17 Rennen auf 16 Rennstrecken. Im Vergleich zum Vorjahr wurde das ABC Supply 500 auf dem Pocono Raceway durch das Indy Richmond 300 auf dem Richmond Raceway ersetzt. Der Richmond Raceway war zuletzt 2009 im Rennkalender.
| Nr. | Datum         | Veranstaltung (Rennstrecke)                                   |
| --- | ------------- | ------------------------------------------------------------- |
| 01. | 15. März      | Firestone Grand Prix of St. Petersburg (Saint Petersburg) (T) |
| 02. | 05. April     | Honda Indy Grand Prix of Alabama (Birmingham) (P)             |
| 03. | 19. April     | Acura Grand Prix of Long Beach (Long Beach) (T)               |
| 04. | 26. April     | IndyCar Classic (Austin) (P)                                  |
| 05. | 9. Mai        | IndyCar Grand Prix (Indianapolis) (P)                         |
| 06. | 24. Mai       | Indianapolis 500 (Indianapolis) (O)                           |
| 07. | 30. Mai       | Chevrolet Detroit Grand Prix (Detroit) (T)                    |
| 08. | 31. Mai       | Chevrolet Detroit Grand Prix (Detroit) (T)                    |
| 09. | 06. Juni      | DXC Technology 600 (Fort Worth) (O)                           |
| 10. | 21. Juni      | REV Group Grand Prix at Road America (Elkhart Lake) (P)       |
| 11. | 27. Juni      | Indy Richmond 300 (Richmond Raceway) (O)                      |
| 12. | 12. Juli      | Honda Indy Toronto (Toronto) (T)                              |
| 13. | 18. Juli      | Iowa 300 (Newton) (O)                                         |
| 14. | 16. August    | Honda Indy 200 at Mid-Ohio (Lexington) (P)                    |
| 15. | 22. August    | Bommarito Automotive Group 500 (Madison) (O)                  |
| 16. | 06. September | Grand Prix of Portland (Portland International Raceway) (P)   |
| 17. | 20. September | Firestone Grand Prix of Monterey (Monterey) (P)               |

Wegen der COVID-19-Pandemie wurden mehrere Rennen abgesagt und verschoben. Drei Tage vor dem ersten Rennen wurde bekanntgegeben, dass der Grand Prix of St. Petersburg ohne Zuschauer stattfinden werde. Einen Tag später am 13. März wurden von IndyCar alle Veranstaltungen für März und April abgesagt. Dies wurde noch vor Beginn des ersten Trainings bekanntgegeben. Damit wäre die Saison mit dem Month of May gestartet.
Am 26. März folgte die Verschiebung der Rennen in Indianapolis. Der Grand Prix of Indianapolis wurde auf den Unabhängigkeitstag verschoben. Das Rennen findet einen Tag vor dem Brickyard 400 statt. Damit veranstalten IndyCar und NASCAR erstmals ein gemeinsames Wochenende. Das Indianapolis 500 findet am 23. August und damit zum ersten Mal nicht im Mai statt.
Am 6. April gab IndyCar einen neuen Kalender für de Saison bekannt. Die beiden Rennen in Detroit wurden abgesagt und drei Rennen hinzugefügt. Am 3. Oktober findet ein weiteres Rennen auf dem Infield-Kurs in Indianapolis statt. An den Wochenenden in Newton und Monterey finden jeweils zwei Rennen statt. Einen Monat später wurde bekannt gegeben, dass der Saisonstart in Fort Worth ohne Zuschauer und an einem Tag stattfinden soll. Zudem wird die Renndistanz von 248 auf 200 Runden verkürzt. Am 13. Mai wurde bestätigt, dass das Saisonfinale am 25. Oktober in St. Petersburg stattfinden soll.
Am 21. Mai wurden die Rennen in Richmond und Toronto abgesagt. Das Veranstaltung in Elkhart Lake wurde daraufhin vom 21. Juni mit einem zusätzlichen Rennen am Samstag auf das Toronto-Wochenende verlegt.
Am 27. Juli wurden noch die Rennen in Portland und Monterey abgesagt. Wegen steigender Infektionszahlen an der US-amerikanischen Westküste werden stattdessen in Lexington, Madison und Indianapolis jeweils zwei Rennen pro Wochenende gefahren.
Der aktuelle Rennkalender umfasst 14 Rennen auf 8 Rennstrecken.
| Nr. | Datum         | Rennen (Rennstrecke)                                          | Distanz (Meilen) | Erster                              | Zweiter                             | Dritter                             | Pole-Position                       | Schnellste Runde                    | Meiste Führungsrunden               |
| --- | ------------- | ------------------------------------------------------------- | ---------------- | ----------------------------------- | ----------------------------------- | ----------------------------------- | ----------------------------------- | ----------------------------------- | ----------------------------------- |
| 01. | 06. Juni      | Genesys 300 (Fort Worth) (O)                                  | 288              | Scott Dixon (Dallara-Honda)         | Simon Pagenaud (Dallara-Chevrolet)  | Josef Newgarden (Dallara-Chevrolet) | Josef Newgarden (Dallara-Chevrolet) | Felix Rosenqvist (Dallara-Honda)    | Scott Dixon (Dallara-Honda)         |
| 02. | 04. Juli      | GMR Grand Prix (Indianapolis) (P)                             | 195,12           | Scott Dixon (Dallara-Honda)         | Graham Rahal (Dallara-Honda)        | Simon Pagenaud (Dallara-Chevrolet)  | Will Power (Dallara-Chevrolet)      | Scott Dixon (Dallara-Honda)         | Will Power (Dallara-Chevrolet)      |
| 03. | 11. Juli      | REV Group Grand Prix at Road America (Elkhart Lake) (P)       | 220,77           | Scott Dixon (Dallara-Honda)         | Will Power (Dallara-Chevrolet)      | Alex Palou (Dallara-Chevrolet)      | Josef Newgarden (Dallara-Chevrolet) | Marco Andretti (Dallara-Honda)      | Josef Newgarden (Dallara-Chevrolet) |
| 04. | 12. Juli      | REV Group Grand Prix at Road America (Elkhart Lake) (P)       | 220,77           | Felix Rosenqvist (Dallara-Honda)    | Patricio O’Ward (Dallara-Chevrolet) | Alexander Rossi (Dallara-Honda)     | Patricio O’Ward (Dallara-Chevrolet) | Felix Rosenqvist (Dallara-Honda)    | Patricio O’Ward (Dallara-Chevrolet) |
| 05. | 17. Juli      | Iowa INDYCAR 250s (Newton) (O)                                | 223,5            | Simon Pagenaud (Dallara-Chevrolet)  | Scott Dixon (Dallara-Honda)         | Oliver Askew (Dallara-Chevrolet)    | Conor Daly (Dallara-Chevrolet)      | Conor Daly (Dallara-Chevrolet)      | Simon Pagenaud (Dallara-Chevrolet)  |
| 06. | 18. Juli      | Iowa INDYCAR 250s (Newton) (O)                                | 223,5            | Josef Newgarden (Dallara-Chevrolet) | Will Power (Dallara-Chevrolet)      | Graham Rahal (Dallara-Honda)        | Josef Newgarden (Dallara-Chevrolet) | Josef Newgarden (Dallara-Chevrolet) | Josef Newgarden (Dallara-Chevrolet) |
| 07. | 23. August    | Indianapolis 500 (Indianapolis) (O)                           | 500              | Takuma Satō (Dallara-Honda)         | Scott Dixon (Dallara-Honda)         | Graham Rahal (Dallara-Honda)        | Marco Andretti (Dallara-Honda)      | James Hinchcliffe (Dallara-Honda)   | Scott Dixon (Dallara-Honda)         |
| 08. | 29. August    | Bommarito Automotive Group 500 (Madison) (O)                  | 250              | Scott Dixon (Dallara-Honda)         | Takuma Satō (Dallara-Honda)         | Patricio O’Ward (Dallara-Chevrolet) | Will Power (Dallara-Chevrolet)      | Takuma Satō (Dallara-Honda)         | Patricio O’Ward (Dallara-Chevrolet) |
| 09. | 30. August    | Bommarito Automotive Group 500 (Madison) (O)                  | 250              | Josef Newgarden (Dallara-Chevrolet) | Patricio O’Ward (Dallara-Chevrolet) | Will Power (Dallara-Chevrolet)      | Takuma Satō (Dallara-Honda)         | Alex Palou (Dallara-Honda)          | Takuma Satō (Dallara-Honda)         |
| 10. | 12. September | Honda Indy 200 at Mid-Ohio (Lexington) (P)                    | 169,35           | Will Power (Dallara-Chevrolet)      | Josef Newgarden (Dallara-Chevrolet) | Alexander Rossi (Dallara-Honda)     | Will Power (Dallara-Chevrolet)      | Patricio O’Ward (Dallara-Chevrolet) | Will Power (Dallara-Chevrolet)      |
| 11. | 13. September | Honda Indy 200 at Mid-Ohio (Lexington) (P)                    | 169,35           | Colton Herta (Dallara-Honda)        | Alexander Rossi (Dallara-Honda)     | Ryan Hunter-Reay (Dallara-Honda)    | Colton Herta (Dallara-Honda)        | Scott Dixon (Dallara-Honda)         | Colton Herta (Dallara-Honda)        |
| 12. | 02. Oktober   | INDYCAR Harvest GP (Indianapolis) (P)                         | 207,315          | Josef Newgarden (Dallara-Chevrolet) | Alexander Rossi (Dallara-Honda)     | Rinus VeeKay (Dallara-Chevrolet)    | Rinus VeeKay (Dallara-Chevrolet)    | Rinus VeeKay (Dallara-Chevrolet)    | Josef Newgarden (Dallara-Chevrolet) |
| 13. | 03. Oktober   | INDYCAR Harvest GP (Indianapolis) (P)                         | 182,925          | Will Power (Dallara-Chevrolet)      | Colton Herta (Dallara-Honda)        | Alexander Rossi (Dallara-Honda)     | Will Power (Dallara-Chevrolet)      | Simon Pagenaud (Dallara-Chevrolet)  | Will Power (Dallara-Chevrolet)      |
| 14. | 25. Oktober   | Firestone Grand Prix of St. Petersburg (Saint Petersburg) (T) | 180              | Josef Newgarden (Dallara-Chevrolet) | Patricio O’Ward (Dallara-Chevrolet) | Scott Dixon (Dallara-Honda)         | Will Power (Dallara-Chevrolet)      | Marcus Ericsson (Dallara-Honda)     | Alexander Rossi (Dallara-Honda)     |

- Erklärung: O: Ovalkurs, T: temporäre Rennstrecke (Stadtkurs), P: permanente Rennstrecke.

## Saisonvorbereitungen
Am 11. und 12. Februar gab es einen zweitägigen Test auf dem Circuit of The Americas. Er bestand aus vier Einheiten mit insgesamt zwölf Stunden Fahrzeit. Weil es am ersten Tag zu kalt war um die Reifen auf Temperatur zu bringen, wurde hauptsächlich am zweiten Tag gefahren. 27 Fahrer in 25 Fahrzeugen nahmen an dem Test teil. Dabei konnte der neue Cockpitschutz erstmals von allen Teams getestet werden. Schnellster war Will Power mit einer Rundenzeit von 1:46,7603. V8 Supercars-Fahrer Scott McLaughlin, der zum zweiten Mal in einem IndyCar saß, fuhr mit einer 1:47,2630 die drittbeste Zeit.

## Rennberichte

### 1. Rennen: Genesys 300
| Platz | Fahrer           | Team                | Zeit         |
| ----- | ---------------- | ------------------- | ------------ |
| 1     | Scott Dixon      | Chip Ganassi Racing | 1:38:37,7648 |
| 2     | Simon Pagenaud   | Team Penske         | + 4,4109     |
| 3     | Josef Newgarden  | Team Penske         | + 5,8064     |
| PP    | Josef Newgarden  | Team Penske         | 48,0578      |
| SR    | Felix Rosenqvist | Chip Ganassi Racing | 24,1088      |

- Streckentyp: Ovalkurs

Das Genesys 300 auf dem Texas Motor Speedway, Fort Worth, Texas, Vereinigte Staaten fand am 6. Juni 2020 statt und ging über eine Distanz von 200 Runden à 2,414 km, was einer Gesamtdistanz von 482,803 km entspricht.
Die komplette Veranstaltung fand an einem Tag statt. Nach einem Unfall in der Qualifikation konnte Satōs Fahrzeug nicht bis zum Rennstart repariert werden. Scott Dixon gewann das Rennen vor Simon Pagenaud und Josef Newgarden. Felix Rosenqvist verschenkte seinen zweiten Platz und einen Ganassi-Doppelsieg zehn Runden vor Ende, als er beim Überrunden die Kontrolle über sein Fahrzeug verlor und rückwärts in die Mauer krachte.

### 2. Rennen: GMR Grand Prix
| Platz | Fahrer         | Team                           | Zeit         |
| ----- | -------------- | ------------------------------ | ------------ |
| 1     | Scott Dixon    | Chip Ganassi Racing            | 1:41:59,3232 |
| 2     | Graham Rahal   | Rahal Letterman Lanigan Racing | + 19,9469    |
| 3     | Simon Pagenaud | Team Penske                    | + 20,5642    |
| PP    | Will Power     | Team Penske                    | 1:10,1779    |
| SR    | Scott Dixon    | Chip Ganassi Racing            | 1:11,7514    |

- Streckentyp: Rundkurs

Der GMR Grand Prix auf dem Indianapolis Motor Speedway, Speedway, Indiana, Vereinigte Staaten fand am 4. Juli 2020 statt und ging über eine Distanz von 80 Runden à 3,925 km, was einer Gesamtdistanz von 314,015 km entspricht.
Das Wochenende fand zusammen mit NASCAR statt, die einen Tag später ihr Brickyard 400 fuhren. Die Rennen fanden vor leeren Tribünen statt. Pole-Sitter Will Power setzte sich zu Beginn zusammen mit Jack Harvey, Graham Rahal, Colton Herta und Josef Newgarden etwas vom Feld ab. Ein Unfall von Oliver Askew in der letzten Kurve in Runde 35 war der Grund für die einzige Gelbphase im Rennen. Power, Newgarden und Harvey stoppten unter Gelb und fielen dadurch zurück. Nach der Gelbphase lag Graham Rahal vor Spencer Pigot und Conor Daly in Führung. Scott Dixon, der kurz vor der Gelbphase seinen zweiten von drei Stopps absolviert hatte, lag auf Platz vier. In Runde 48 überholte er Rahal und ging in Führung. In Runde 55 absolvierte Dixon seinen letzten Boxenstopp und übernahm in Runde 62 wieder die Führung, die er bis zum Ziel nicht mehr abgab. Rahal, der nur zweimal stoppte, kam als Zweiter ins Ziel. Vom 20. Platz gestartet fuhr Simon Pagenaud mit einer Drei-Stopp-Strategie auf Platz drei vor. Herta beendete das Rennen auf Platz vier vor Rookie Rinus VeeKay.

### 3. Rennen: REV Group Grand Prix (Rennen 1)
| Platz | Fahrer          | Team                            | Zeit         |
| ----- | --------------- | ------------------------------- | ------------ |
| 1     | Scott Dixon     | Chip Ganassi Racing             | 1:54:09,8697 |
| 2     | Will Power      | Team Penske                     | + 2,5386     |
| 3     | Alex Palou      | Dale Coyne Racing with Team Goh | + 3,1928     |
| PP    | Josef Newgarden | Team Penske                     | 1:45,5191    |
| SR    | Marco Andretti  | Andretti Autosport              | 1:47,5918    |

- Streckentyp: Rundkurs

Das erste Rennen des REV Group Grand Prix auf der Road America, Elkhart Lake, Wisconsin, Vereinigte Staaten fand am 11. Juli 2020 statt und ging über eine Distanz von 55 Runden à 6,460 km, was einer Gesamtdistanz von 355,295 km entspricht.
Der von Pole gestartete Josef Newgarden setzte sich anfangs etwas vom Feld ab. Bei seinem zweiten Stopp würgte er den Motor ab und verlor dadurch viel Zeit. Scott Dixon, der von Platz 9 startete, gewann das Rennen vor Will Power und Rookie Alex Palou.

### 4. Rennen: REV Group Grand Prix (Rennen 2)
| Platz | Fahrer           | Team                | Zeit         |
| ----- | ---------------- | ------------------- | ------------ |
| 1     | Felix Rosenqvist | Chip Ganassi Racing | 1:51:22,0391 |
| 2     | Patricio O’Ward  | Arrow McLaren SP    | + 2,8699     |
| 3     | Alexander Rossi  | Andretti Autosport  | + 8,6165     |
| PP    | Patricio O’Ward  | Arrow McLaren SP    | 1:44,8971    |
| SR    | Felix Rosenqvist | Chip Ganassi Racing | 1:47,1804    |

- Streckentyp: Rundkurs

Das zweite Rennen des REV Group Grand Prix auf der Road America, Elkhart Lake, Wisconsin, Vereinigte Staaten fand am 12. Juli 2020 statt und ging über eine Distanz von 55 Runden à 6,460 km, was einer Gesamtdistanz von 355,295 km entspricht.
Beim Start wartete Pole-Sitter Patricio O’Ward lange, bis er beschleunigte. Conor Daly stieß noch vor der Start-Ziel-Linie mit dem vor ihm fahrenden Wagen zusammen und beschädigte sich den Frontflügel. Beim Bremsen zu Kurve eins kam Ryan Hunter-Reay durch eine Berührung mit Will Power von der Strecke ab und schied aus. Jack Harvey wurde auch vor Kurve eins von Santino Ferrucci gedreht. Nachdem Power ihm in den Wagen gefahren war, verlor Graham Rahal auf dem Curb ausgangs Kurve drei die Kontrolle über seinen Wagen und schied aus. In der ersten Runde nach dem Neustart drehte sich Power und löste eine weitere Gelbphase aus. Nach dem zweiten Neustart führte Patricio O’Ward vor Alex Palou, der sich den zweiten Platz von Colton Herta holte. Nach den ersten Stopps lagen kurz Power und Ferrucci in Führung, die nach Strafen aus der ersten Runde auf einer anderen Strategie waren. Ansonsten gab O’Ward die Führung jeweils nur für kurze Zeit nach seinen Boxenstopps ab. Nach den ersten Stopps arbeitete sich Felix Rosenqvist auf Platz zwei vor. In der vorletzten Runde setzte er O’Ward mehrfach unter Druck und überholte in vor Kurve sieben. Er war im Gegensatz zu O’Ward auf den länger haltbaren härteren Reifen unterwegs. Es war der erste IndyCar-Sieg für Rosenqvist. Den dritten Platz holte Alexander Rossi. Scott Dixon würgte beim dritten Stopp den Motor ab und kam als Zwölfter ins Ziel.

### 5. Rennen: Iowa INDYCAR 250s (Rennen 1)
| Platz | Fahrer         | Team                | Zeit         |
| ----- | -------------- | ------------------- | ------------ |
| 1     | Simon Pagenaud | Team Penske         | 1:41:25,2939 |
| 2     | Scott Dixon    | Chip Ganassi Racing | + 0,4954     |
| 3     | Oliver Askew   | Arrow McLaren SP    | + 7,2128     |
| PP    | Conor Daly     | Carlin              | 18,3711      |
| SR    | Conor Daly     | Carlin              | 18,9515      |

- Streckentyp: Ovalkurs

Das erste Rennen der Iowa INDYCAR 250s auf dem Iowa Speedway, Newton, Iowa, Vereinigte Staaten fand am 18. Juli 2020 statt und ging über eine Distanz von 250 Runden à 1,439 km, was einer Gesamtdistanz von 359,688 km entspricht.
Wie auf den Ovalen üblich bestand die Qualifikation aus zwei gezeiteten Runden. Neu war wegen des Doppelrennens, das die erste Runde die Startplätze für das erste Rennen festlegte und die zweite die für das zweite Rennen. Conor Daly, der erstmals von der Pole-Position startete, setzte sich am Start noch gegen Josef Newgarden durch. In Runde 14 verlor er die Führung an ihn. Takuma Satō, der viel früher als alle anderen stoppte, übernahm nach der ersten Boxenstopprunde die Führung, weil er mit den frischen Reifen deutlich schneller fahren konnte. In Runde 144 verunfallte Will Power, weil sich das linke Vorderrad nach dem Boxenstopp gelöst hatte. Simon Pagenaud, der als 23. und letzter gestartet war, hatte zu Beginn des Rennens schon einige Plätze gut gemacht. Durch Powers Unfall absolvierte er seinen zweiten Stopp unter Gelb ohne Rundenverlust. Der Neustart einige Runden später wurde abgebrochen. Colton Herta bekam das nicht rechtzeitig mit, hob über Rinus VeeKays Hinterrad ab und flog einige Meter durch die Luft, bevor er zuerst auf der Mauer landete. Beide blieben unverletzt – VeeKay vermutlich auch dank des neuen Cockpitschutzes. Beim darauf folgenden Neustart lagen die McLaren-Piloten Patricio O’Ward und Oliver Askew vor Takuma Satō, Simon Pagenaud und Scott Dixon in Führung. Die beide McLaren-Piloten mussten allerdings noch einmal stoppen. So übernahm Pagenaud gut 70 Runden vor Ende die Führung. In den letzten Runden verteidigte er seinen Platz erfolgreich gegen Dixon. Als Dritter kam Askew ins Ziel. In der Fahrerwertung führte Dixon deutlich vor Pagenaud, O’Ward, Newgarden und Herta.

### 6. Rennen: Iowa INDYCAR 250s (Rennen 2)
| Platz | Fahrer          | Team                           | Zeit         |
| ----- | --------------- | ------------------------------ | ------------ |
| 1     | Josef Newgarden | Team Penske                    | 1:38:40,5189 |
| 2     | Will Power      | Team Penske                    | + 2,7869     |
| 3     | Graham Rahal    | Rahal Letterman Lanigan Racing | + 3,5649     |
| PP    | Josef Newgarden | Team Penske                    | 18,3559      |
| SR    | Josef Newgarden | Team Penske                    | 19,1928      |

- Streckentyp: Ovalkurs

Das zweite Rennen der Iowa INDYCAR 250s auf dem Iowa Speedway, Newton, Iowa, Vereinigte Staaten fand am 19. Juli 2020 statt und ging über eine Distanz von 250 Runden à 1,439 km, was einer Gesamtdistanz von 359,688 km entspricht.
Beim Start blieben die ersten Plätze weitestgehend unverändert. Josef Newgarden führte vor Will Power und Conor Daly. Nach den ersten Stopps lagen Daly und Patricio O’Ward hinter Newgarden. Scott Dixon und Graham Rahal, die von den Platz 18 bzw. 19 starteten, gehörten zu den letzten, die stoppten. In Runde 114 löste Ed Carpenter mit einem Mauerkontakt die erste Gelbphase aus. Rahal, der als einziger noch nicht seinen zweiten Stopp absolviert hatte profitierte davon. Er war beim Neustart nun vierter hinter Newgarden, O’Ward und Power. Beim dritten Stopp wurde O’Ward zu früh losgeschickt und der Wagen musste zurückgeschoben werden um die Radmutter hinten links richtig anzuziehen. Er beendete das Rennen als Zwölfter. Nach der zweiten Gelbphase die von Ryan Hunter-Reay ausgelöst wurde lagen Newgarden, Power und Daly in Runde 192 auf den ersten Plätzen. Weil Daly noch einmal stoppen musste, beendete Rahal das Rennen auf dem dritten Platz. Simon Pagenaud und Dixon kamen als vierte und fünfte ins Ziel. Newgarden führte in 214 von 250 Runden das Feld an. In der Fahrerwertung lag Dixon mit 244 Punkten vor Pagenaud (195 Punkte) und Newgarden (191 Punkte).

### 7. Rennen: 104th Running of the Indianapolis 500
| Platz | Fahrer            | Team                           | Zeit         |
| ----- | ----------------- | ------------------------------ | ------------ |
| 1     | Takuma Satō       | Rahal Letterman Lanigan Racing | 3:10:05,0880 |
| 2     | Scott Dixon       | Chip Ganassi Racing            | + 0,0577     |
| 3     | Graham Rahal      | Rahal Letterman Lanigan Racing | + 0,0953     |
| PP    | Marco Andretti    | Andretti Autosport             | 2:35,7985    |
| SR    | James Hinchcliffe | Andretti Autosport             | 40,3290      |

- Streckentyp: Ovalkurs

Das 104. Indianapolis 500 auf dem Indianapolis Motor Speedway, Speedway, Indiana, Vereinigte Staaten fand am 23. August 2020 statt und ging über eine Distanz von 200 Runden à 4,023 km, was einer Gesamtdistanz von 804,672 km entspricht.
Das Rennen fand erstmals in seiner Geschichte ohne Zuschauer statt. Scott Dixon überholte Marco Andretti noch vor der ersten Kurve und auch Takuma Satō ging noch in der ersten Runde am Polesetter vorbei. Dixon gab die Führung nach 26 Runden erstmals ab als er in der zweiten Gelbphas erstmals stoppte. Sieben Piloten, die bereits in der ersten Gelbphase gestoppt hatten, lagen danach vor ihm. Als sie ihre zweiten Boxenstopps einlegten übernahm er wieder die Führung. Nach dem vierten Neustart nach 99 Runden überholte Rossi zuerst Satō und ging in Runde 102 an Dixon vorbei in Führung. Nach der fünften Gelbphase, die in Runde 130 endete, lag zunächst Felix Rosenqvist in Führung. Eine Runde später lag wieder Dixon in Führung. In Runde 143 schied Rossi nach einem Unfall aus. Nach dem Neustart ließ sich Dixon hinter Satō zurückfallen um wie zuvor hinter Rossi Sprit zu sparen. 27 Runden vor Rennende überholte Satō Dixon, der zunächst Probleme hatte Satōs Tempo mitzugehen. In der fünftletzten Runde drehte sich Spencer Pigot in Kurve vier und traf den Beginn der Boxenmauer. Die verbleibenden vier Runden wurden hinter dem Pace-Car absolviert. Für Takuma Satō war es der zweite Indy 500-Sieg.

### 8. Rennen: Bommarito Automotive Group 500 (Rennen 1)
| Platz | Fahrer          | Team                           | Zeit         |
| ----- | --------------- | ------------------------------ | ------------ |
| 1     | Scott Dixon     | Chip Ganassi Racing            | 1:44:30,7944 |
| 2     | Takuma Satō     | Rahal Letterman Lanigan Racing | + 0,1404     |
| 3     | Patricio O’Ward | Arrow McLaren SP               | + 7,0052     |
| PP    | Will Power      | Team Penske                    | 24,6718      |
| SR    | Takuma Satō     | Rahal Letterman Lanigan Racing | 25,3039      |

- Streckentyp: Ovalkurs

Das erste Rennen des Bommarito Automotive Group 500 auf dem World Wide Technology Raceway at Gateway, Madison, Illinois, Vereinigte Staaten fand am 29. August 2020 statt und ging über eine Distanz von 200 Runden à 2,012 km, was einer Gesamtdistanz von 402,336 km entspricht.
Bereits vor der Start-Ziel-Linie gab es eine Massenkollision. Im Mittelfeld beschleunigten einige Fahrer angeführt von Alex Palou zu früh. Dabei drehte Oliver Askew Simon Pagenaud um, der dadurch Alexander Rossi umdrehte. Für Ed Carpenter und die drei Andretti Piloten Rossi, Zach Veach und Marco Andretti war das Rennen damit vorbei. Und auch Simon Pagenaud, dessen Getriebe dabei beschädigt wurde, stellte den Wagen nach 67 Runden ab. Vom Neustart in Runde 13 bis zu den ersten Stopps um Runde 62 lag Will Power vor Patricio O’Ward und Scott Dixon in Führung. Nach den Stopps lagen O’Ward und Dixon vor Power. Die zweiten Stopps folgten ab Runde 100. Wegen Regentropfen gab es eine zweite Gelbphase ab Runde 109. Power und weitere Fahrer, die noch vorher gestoppt hatten vielen dadurch zurück. O’Ward blieb in der Boxenausfahrt ein paar Zentimeter vor Dixon und behielt die Führung. Beim Neustart in Rund 121 lagen beide vor Marcus Ericsson. In Runde 155 stoppten beide zum letzten Mal. Diesmal verließ Dixon als erster die Boxengasse. Takuma Satō stoppte in Runde 176 zum letzten Mal und kam als Dritter auf die Strecke zurück. Drei Runden später überholte er O’Ward außen in Kurve 1 und zehn Runden vor Rennende war er an Dixon dran kam jedoch nicht an ihm vorbei. Dixon gewann sein 50. Rennen. Auf den Plätzen vier und fünf folgten Colton Herta und Marcus Ericsson.

### 9. Rennen: Bommarito Automotive Group 500 (Rennen 2)
| Platz | Fahrer          | Team                            | Zeit         |
| ----- | --------------- | ------------------------------- | ------------ |
| 1     | Josef Newgarden | Team Penske                     | 1:32:15,2431 |
| 2     | Patricio O’Ward | Arrow McLaren SP                | + 1,4356     |
| 3     | Will Power      | Team Penske                     | + 3,3580     |
| PP    | Takuma Satō     | Rahal Letterman Lanigan Racing  | 24,6577      |
| SR    | Alex Palou      | Dale Coyne Racing with Team Goh | 25,6915      |

- Streckentyp: Ovalkurs

Das zweite Rennen des Bommarito Automotive Group 500 auf dem World Wide Technology Raceway at Gateway, Madison, Illinois, Vereinigte Staaten fand am 30. August 2020 statt und ging über eine Distanz von 200 Runden à 2,012 km, was einer Gesamtdistanz von 402,336 km entspricht.
Die ersten beiden Runden wurden hinter dem PaceCar mit einer halben Stunde Verspätung gefahren, weil ein Streckensicherungsfahrzeug zuvor Öl verloren hatte. Takuma Satō behielt beim Start den ersten Platz vor Josef Newgarden und Will Power. Um Runde 50 wurden die ersten Stopps absolviert. Nachdem Satō als letzter erstmals stoppte und auf Platz acht zurückfiel, lag Patricio O’Ward vor Power und Rinus VeeKay, der von Platz 18 gestartet war, in Führung. Bei den zweiten Stopps um Runde 100 übernahm Power die Führung von O’Ward gefolgt von Newgarden, VeeKay und Colton Herta, der sich durch einen späten Stopp vorarbeitete. Nach den letzten Stopps um Runde 150 führte Newgarden vor O’Ward und Power. O’Ward blieb zwar an Newgarden dran, schaffte es aber nicht ihn anzugreifen. Satō berührte die Mauer drei Runden vor Ende und löste damit eine Gelbphase aus. Mit dem beschädigten Wagen kam er auf Platz neun ins Ziel. In der Fahrerwertung lag Dixon mit 416 Punkten deutlich in Führung. Der zweitplatzierte Newgarden hatte 96 Punkte weniger. Auf Platz drei folgte O’Ward mit 297 Punkten vor Satō (274 Punkte) und Herta (250 Punkte).

### 10. Rennen: Honda Indy 200 at Mid-Ohio (Rennen 1)
| Platz | Fahrer          | Team               | Zeit         |
| ----- | --------------- | ------------------ | ------------ |
| 1     | Will Power      | Team Penske        | 1:29:08,9095 |
| 2     | Josef Newgarden | Team Penske        | + 7,4523     |
| 3     | Alexander Rossi | Andretti Autosport | + 8,9922     |
| PP    | Will Power      | Team Penske        | 1:06,3343    |
| SR    | Patricio O’Ward | Arrow McLaren SP   | 1:08,3982    |

- Streckentyp: Rundkurs

Das erste Rennen des Honda Indy 200 at Mid-Ohio auf dem Mid-Ohio Sports Car Course, Lexington, Ohio, Vereinigte Staaten fand am 12. September 2020 statt und ging über eine Distanz von 75 Runden à 3,634 km, was einer Gesamtdistanz von 272,542 km entspricht.
Will Power startete von der Pole-Position und gab die Führung nur bei seinen zwei Stopps ab. Josef Newgarden überholte beim Start Ryan Hunter-Reay. Die auf den weichen Reifen gestarteten Führenden kamen um Runde 20 erstmals an die Box. Alexander Rossi und vier weitere auf den harten Reifen gestartete Fahrer lagen damit bis zu ihren ersten Stopps in Runde 26 in Führung. Rossi kam als Vierter direkt hinter Hunter-Reay auf die Strecke zurück, kam aber nicht an ihm vorbei. Die vier Führenden Fahrer kamen von Runde 45 bis 47 zu ihrem letzten Stopp in die Box. Colton Herta führte das Rennen kurzzeitig bis zu seinem Stopp in Runde 51 an. Hunter-Reay fiel nach seinem Stopp hinter Graham Rahal zurück, der Rossi zum Schluss noch einmal unter Druck setzte.

### 11. Rennen: Honda Indy 200 at Mid-Ohio (Rennen 2)
| Platz | Fahrer           | Team                | Zeit         |
| ----- | ---------------- | ------------------- | ------------ |
| 1     | Colton Herta     | Andretti Autosport  | 1:34:17.3968 |
| 2     | Alexander Rossi  | Andretti Autosport  | + 1,3826     |
| 3     | Ryan Hunter-Reay | Andretti Autosport  | + 2,4965     |
| PP    | Colton Herta     | Andretti Autosport  | 1:26.2788    |
| SR    | Scott Dixon      | Chip Ganassi Racing | 1:08,3089    |

- Streckentyp: Rundkurs

Das zweite Rennen des Honda Indy 200 at Mid-Ohio auf dem Mid-Ohio Sports Car Course, Lexington, Ohio, Vereinigte Staaten fand am 13. September 2020 statt und ging über eine Distanz von 75 Runden à 3,634 km, was einer Gesamtdistanz von 272,542 km entspricht.
Vor der Qualifikation gab es einen Regenschauer, so dass sich Colton Herta aus der zweiten Qualigruppe die Pole-Position vor Santino Ferrucci aus Gruppe 1 holte. Beim Start verteidigte er seinen Platz gegen Ferrucci, der dabei aber von der Strecke abkam. Als er auf die Strecke zurückkehrte, traf er seinen Teamkollegen Alex Palou, der ebenso wie Felix Rosenqvist dadurch ausschied. Beim Neustart lag Herta vor Scott Dixon und Ryan Hunter-Reay. Nach einem Dreher von Dalton Kellet in Runde 15 kamen bis auf Takuma Satō und Marco Andretti alle Fahrer an die Box. Nach der Gelbphase lagen Satō und Andretti vor Herta. Dixon drehte sich auf dem fünften Platz liegend in Runde 22 und fiel auf Platz 20 zurück. Nach Satōs Stopp in Runde 32 lag Herta vor Alexander Rossi, Hunter-Reay und Graham Rahal in Führung. Aus dieser Gruppe absolvierte Rossi seinen zweiten Stopp als Erster. Die anderen drei kamen in den nächsten beiden Runden an die Box. Die Reihenfolge blieb aber unverändert. Das komplette Podium bestand damit aus Andretti-Piloten. Das letzte Mal war das beim Grand Prix von St. Petersburg 2005 der Fall. Dixon kam auf Platz zehn ins Ziel. In der Fahrerwertung hatte Dixon (456 Punkte) noch 72 Punkte Vorsprung auf Josef Newgarden (384 Punkte), der als Achter gewertet wurde. Der drittplatzierte Patricio O’Ward hatte bereits 118 Punkte Rückstand.

### 12. Rennen: INDYCAR Harvest GP (Rennen 1)
| Platz | Fahrer          | Team                | Zeit         |
| ----- | --------------- | ------------------- | ------------ |
| 1     | Josef Newgarden | Team Penske         | 1:44:28,5561 |
| 2     | Alexander Rossi | Andretti Autosport  | + 14,2940    |
| 3     | Rinus VeeKay    | Ed Carpenter Racing | + 15,0377    |
| PP    | Rinus VeeKay    | Ed Carpenter Racing | 1:09,6903    |
| SR    | Rinus VeeKay    | Ed Carpenter Racing | 1:10,5582    |

- Streckentyp: Rundkurs

Das erste Rennen des Harvest GP auf dem Indianapolis Motor Speedway, Speedway, Indiana, Vereinigte Staaten fand am 2. Oktober 2020 statt und ging über eine Distanz von 85 Runden à 3,925 km, was einer Gesamtdistanz von 333,641 km entspricht.
Oliver Askew nahm wegen Gleichgewichts- und Koordinationsproblemen nicht am Wochenende teil. Er wurde durch Hélio Castroneves vertreten. Beim Start holte sich Colton Herta die Führung von Pole-Setter Rinus VeeKay, der sie sich in der zweiten Runde aber wieder zurückholte. Nach ihren ersten Stopps ging Herta in Runde 20 wieder an VeeKay vorbei. Josef Newgarden blieb bis Runde 21 draußen und behielt auch nach dem Stopp die Führung. Diese gab er aber zwei Runden später an Herta ab. Nach den zweiten Stopps von Runde 37 bis 43 lagen Herta, Newgarden und VeeKay weiterhin auf den ersten drei Plätzen. In Runde 60 verbremste sich Herta am Ende der Start-Ziel-Geraden und fuhr durch den Notausgang, sodass Newgarden den ersten Platz übernahm. Nach den dritten Stopps führte Newgarden vor Herta und Felix Rosenqvist. Ein paar Runden vor Rennende überholten Alexander Rossi und VeeKay Herta und Rosenqvist und holten sich damit die verbleibenden Podestplätze. Scott Dixon lag zwei Runden vor Schluss auf dem siebten Platz. Weil er nach einem Fehler durchs Gras fuhr, verlor er noch zwei Plätze. Sein Vorsprung in der Fahrerwertung sank damit von 72 auf 40 Punkte.

### 13. Rennen: INDYCAR Harvest GP (Rennen 2)
| Platz | Fahrer          | Team               | Zeit         |
| ----- | --------------- | ------------------ | ------------ |
| 1     | Will Power      | Team Penske        | 1:32:08,5228 |
| 2     | Colton Herta    | Andretti Autosport | + 0,8932     |
| 3     | Alexander Rossi | Andretti Autosport | + 6,1900     |
| PP    | Will Power      | Team Penske        | 1:08,9767    |
| SR    | Simon Pagenaud  | Team Penske        | 1:11,3775    |

- Streckentyp: Rundkurs

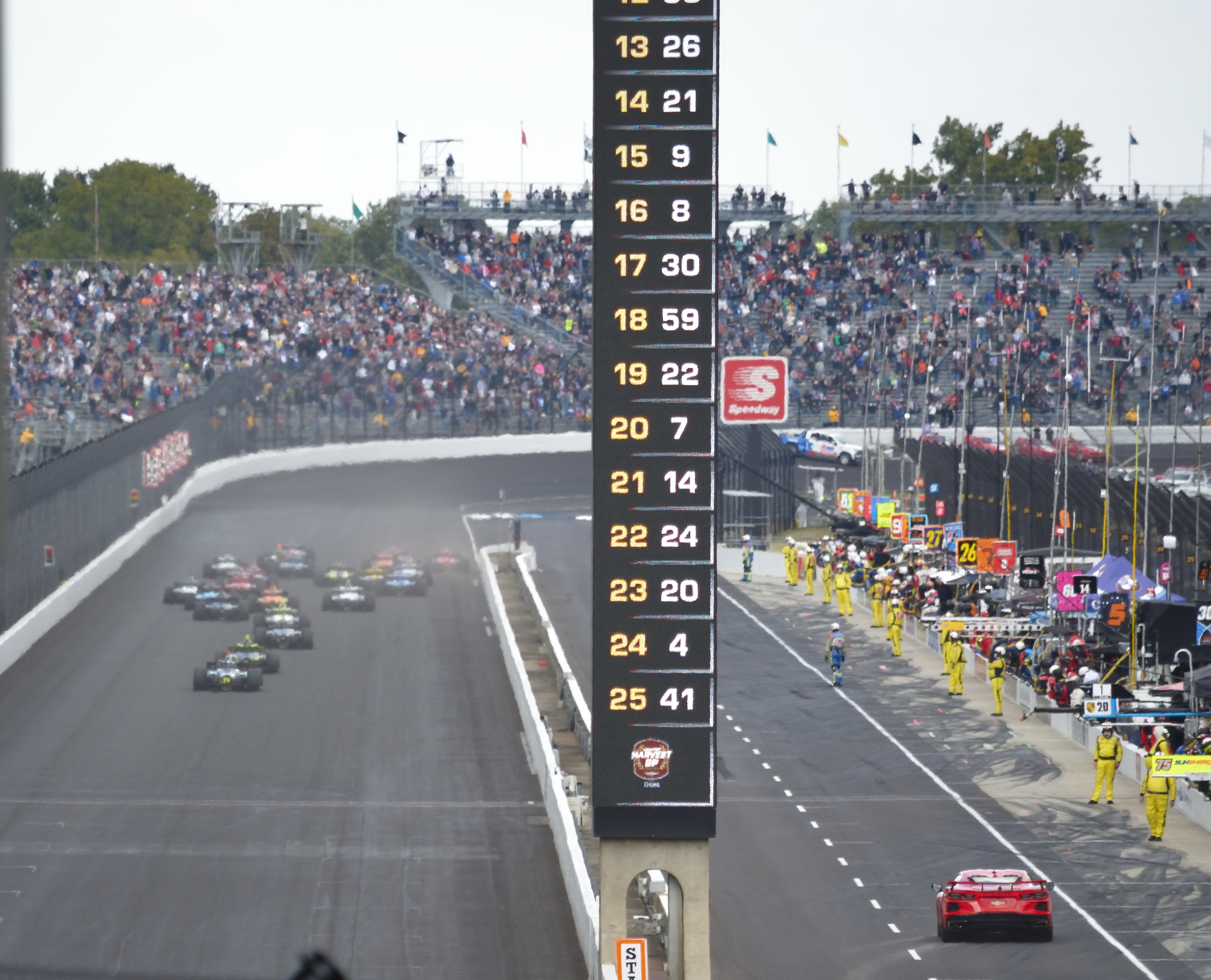
Der Start des Rennens

Das zweite Rennen des Harvest GP auf dem Indianapolis Motor Speedway, Speedway, Indiana, Vereinigte Staaten fand am 3. Oktober 2020 statt und ging über eine Distanz von 75 Runden à 3,925 km, was einer Gesamtdistanz von 294,389 km entspricht.
Will Power startete von der Pole und gab den ersten Platz kein einziges Mal während des Rennens ab. Josef Newgarden startete das Rennen von Platz neun und Scott Dixon von Platz 15. Nach der ersten Runde lagen sie auf den Plätzen elf und zwölf. Hinter Power fuhren Colton Herta, Alexander Rossi und Patricio O’Ward. Nach den ersten Boxenstopps um Runde 25 überholte Rossi Herta und Newgarden lag auf Platz fünf während Dixon zunächst auf Platz zwölf blieb. Mit den weichen Reifen machte er aber einige Plätze im zweiten Stint gut. Newgarden stoppte in Runde 50 zum zweiten Mal und Dixon wie die Führenden in Runde 51. Danach überholte Newgarden O’Ward, der noch auf kälteren Reifen unterwegs war. Zwölf Runden vor Rennende lagen Rossi und Herta noch weniger als 2 Sekunden hinter Power. Auf Newgarden hatte Power elf Sekunden Vorsprung. Eine Runde später überholte Herta Rossi am Ende der Start-Ziel-Geraden und schloss danach auf Power auf. Näher als bis auf eine halbe Sekunde kam er nicht an Power ran. Weil Dixon nur auf Platz acht ins Ziel kam, verkürzte Newgarden den Rückstand in der Fahrerwertung auf 32 Punkte. Alle anderen Fahrer hatten keine Möglichkeit mehr die Meisterschaft zu gewinnen.

### 14. Rennen: Firestone Grand Prix of St. Petersburg
| Platz | Fahrer          | Team                | Zeit         |
| ----- | --------------- | ------------------- | ------------ |
| 1     | Josef Newgarden | Team Penske         | 2:06:12,5948 |
| 2     | Patricio O’Ward | Arrow McLaren SP    | + 4,1409     |
| 3     | Scott Dixon     | Chip Ganassi Racing | + 6,1561     |
| PP    | Will Power      | Team Penske         | 1:01,0369    |
| SR    | Marcus Ericsson | Chip Ganassi Racing | 1:01,2384    |

- Streckentyp: Stadtkurs

Der Firestone Grand Prix of St. Petersburg in den Streets of St. Petersburg, Saint Petersburg, Florida, Vereinigte Staaten fand am 25. Oktober 2020 statt und ging über eine Distanz von 100 Runden à 2,897 km, was einer Gesamtdistanz von 289,682 km entspricht.
Scott Dixon reichte ein neunter Platz um sich selbst bei einem Sieg von Josef Newgarden den Titel zu sichern. Newgarden ging von Platz acht ins Rennen, Dixon von Platz elf. Der von Pole gestartete Will Power führte die ersten fünf Runden das Feld an. Dann wurde er wegen Getriebeproblemen zunächst von Alexander Rossi und danach von Colton Herta und James Hinchcliffe überholt. Powers Rennen war nach einem Mauerkontakt in Kurve 3 in Runde 37 vorbei. Beim Neustart holte sich Newgarden den vierten Platz hinter den drei Andretti-Piloten. Nach zwei unmittelbar darauf folgenden Gelbphasen lag Dixon auf Platz sechs hinter Patricio O’Ward. In Runde 63 verbremste Herta sich, musste im Notausgang von Kurve 4 wenden und verlor so zwei Plätze an Hinchcliffe und Newgarden. In der 70. Runde beendete Rossi nach 61 Führungsrunden sein Rennen mit einem Dreher und Mauerkontakt in Kurve 3. Nach dem Neustart führte Herta und Marco Andretti, der bis auf Platz sieben vorgefahren war, schied nach einem Dreher in den Reifenstapel von Kurve 5 aus. Sein Hinterreifen wurde zuvor von Takuma Satōs Frontflügel aufgeschnitten. Hinchcliffe drehte sich während der Gelbphase und verlor seinen Frontflügel, als er beim Losfahren Jack Harvey traf. Beim Neustart überholte Alex Palou den Führenden Herta in Kurve 1 und Newgarden überholte beide noch vor Kurve 2. Palou fiel danach zurück und lag hinter Dixon und O’Ward als in derselben Runde die sechste Gelbphase begann. Die letzte Runde vor der grünen Flagge absolvierte das Feld ohne PaceCar, weil es mangels Benzin in die Boxengasse abgebogen war. Nach dem Neustart überholte O’Ward erst Dixon und dann Herta, der sich eine Runde später wieder in Kurve 4 verbremste und als Elfter ins Ziel kam. Auf den Plätzen vier und fünf folgten Sébastien Bourdais und Ryan Hunter-Reay

## Wertungen

### Punktesystem
Die Punkte werden nach folgendem Schema vergeben:
| Position                    | 1   | 2  | 3  | 4  | 5  | 6  | 7  | 8  | 9  | 10 | 11 | 12 | 13 | 14 | 15 | 16 | 17 | 18 | 19 | 20 | 21 | 22 | 23 | 24 | 25 | 26 | 27 | 28 | 29 | 30 | 31 | 32 | 33 |
| --------------------------- | --- | -- | -- | -- | -- | -- | -- | -- | -- | -- | -- | -- | -- | -- | -- | -- | -- | -- | -- | -- | -- | -- | -- | -- | -- | -- | -- | -- | -- | -- | -- | -- | -- |
| Standardrennen              | 50  | 40 | 35 | 32 | 30 | 28 | 26 | 24 | 22 | 20 | 19 | 18 | 17 | 16 | 15 | 14 | 13 | 12 | 11 | 10 | 9  | 8  | 7  | 6  | 5  | 5  | 5  | 5  | 5  | 5  | 5  | 5  | 5  |
| Indianapolis 500            | 100 | 80 | 70 | 64 | 60 | 56 | 52 | 48 | 44 | 40 | 38 | 36 | 34 | 32 | 30 | 28 | 26 | 24 | 22 | 20 | 18 | 16 | 14 | 12 | 10 | 10 | 10 | 10 | 10 | 10 | 10 | 10 | 10 |
| Indianapolis 500 Qualifying | 9   | 8  | 7  | 6  | 5  | 4  | 3  | 2  | 1  | 0  | 0  | 0  | 0  | 0  | 0  | 0  | 0  | 0  | 0  | 0  | 0  | 0  | 0  | 0  | 0  | 0  | 0  | 0  | 0  | 0  | 0  | 0  | 0  |

Außerdem gibt es je einen Zusatzpunkt für die Pole-Position und für alle Fahrer mit mindestens einer Führungsrunde. Der Fahrer mit den meisten Führungsrunden erhält zwei weitere Zusatzpunkte. Wenn der Wagen zum Rennstart nicht einsatzfähig ist und der Fahrer am Training und/oder an der Qualifikation teilgenommen hat, werden halbe Punkte vergeben.

### Fahrerwertung
| 01   | S. Dixon         | 1*  | 1°  | 1°  | 12  | 2   | 5°  | 2    | 2*   | 1°  | 5   | 10  | 10  | 9   | 8   | 3   | 537    |
| 02   | J. Newgarden     | 3°  | 7°  | 14* | 9   | 5°  | 1*  | 13   | 5    | 12  | 1°  | 2   | 8   | 1*  | 4   | 1°  | 521    |
| 03   | C. Herta         | 7   | 4   | 5   | 5   | 19  | 19  | 10   | 8°   | 4   | 6°  | 9°  | 1*  | 4°  | 2   | 11° | 421    |
| 04   | P. O’Ward        | 12  | 8   | 8   | 2*  | 4°  | 12° | 15   | 6    | 3*  | 2°  | 11  | 9   | 22  | 5   | 2   | 416    |
| 05   | W. Power         | 13  | 20* | 2°  | 11° | 21  | 2°  | 22   | 14°  | 17° | 3°  | 1*  | 7   | 6   | 1*  | 24° | 396    |
| 06   | G. Rahal         | 17  | 2°  | 7°  | 23  | 12  | 3°  | 8    | 3    | 18  | 20  | 4   | 4°  | 7°  | 7   | 9°  | 377    |
| 07   | T. Satō          | 24  | 10  | 9   | 8   | 10° | 21  | 3    | 1°   | 2°  | 9*  | 17  | 18° | 18  | 14  | 10  | 348    |
| 08   | S. Pagenaud      | 2   | 3   | 12  | 13  | 1*  | 4   | 25   | 22°  | 19  | 16  | 18  | 6   | 16  | 10  | 6   | 339    |
| 09   | A. Rossi         | 15  | 25  | 19  | 3   | 6   | 8   | 9    | 27°  | 22  | 14  | 3°  | 2   | 2   | 3   | 21* | 317    |
| 10   | R. Hunter-Reay   | 8   | 13  | 4   | 22  | 16  | 22° | 5    | 10   | 7   | 11  | 5   | 3   | 19  | 16  | 5   | 315    |
| 11   | F. Rosenqvist    | 20  | 15  | 18  | 1°  | 14° | 15  | 14   | 12°  | 8°  | 7   | 6   | 22  | 5°  | 11  | 18  | 306    |
| 12   | M. Ericsson      | 19  | 6°  | 10° | 4   | 9   | 9   | 11   | 32   | 5   | 23  | 15  | 5°  | 10  | 15  | 7   | 291    |
| 13   | S. Ferrucci      | 21  | 9   | 6   | 6   | 13  | 18  | 19   | 4°   | 16° | 10  | 14  | 14  | 15° | 12  | 23  | 290    |
| 14   | R. VeeKay        | 22  | 5   | 13  | 14  | 20  | 17  | 4    | 20   | 6   | 4   | 8   | 11  | 3°  | 17  | 15  | 289    |
| 15   | J. Harvey        | 16  | 17° | 23  | 17  | 7   | 7   | 20   | 9    | 11  | 13  | 7   | 12  | 8   | 6   | 19  | 288    |
| 16   | A. Palou         | 23  | 19  | 3   | 7   | 11  | 14  | 7    | 28   | 15  | 12  | 12  | 23  | 17  | 9   | 13° | 238    |
| 17   | C. Daly          | 6   | 12  | 21  | 18  | 8°  | 13° | 18   | 29   | 10  | 8   | 13  | 16  | 12  | 20  | 17  | 237    |
| 18   | C. Kimball       | 11  | 18  | 11  | 10  | 17  | 16  | 29   | 18   | 13  | 18  | 21  | 19  | 13  | 23  | 8   | 218    |
| 19   | O. Askew         | 9   | 26  | 15  | 21  | 3   | 6°  | 21   | 30°  | 14  | 17  | 19  | 15  | INJ | INJ | 16  | 195    |
| 20   | M. Andretti      | 14  | 22  | 22  | 19  | 22  | 10  | 1    | 13   | 23  | 15  | 23  | 20  | 25  | 22  | 20  | 176    |
| 21   | Z. Veach         | 4°  | 14° | 16  | 16  | 23  | 20  | 17   | 15°  | 21  | 22  | 20  | 17  |     |     |     | 166    |
| 22   | M. Chilton       |     | 16  | 17  | 15  |     |     | 30   | 17   |     |     | 16  | 13  | 11  | 19  | 12  | 147    |
| 23   | J. Hinchcliffe   | 18  | 11  |     |     |     |     | 6    | 7°   |     |     |     |     | 14  | 13  | 14° | 138    |
| 24   | T. Kanaan        | 10  |     |     |     | 18  | 11  | 23   | 19   | 9   | 19  |     |     |     |     |     | 106    |
| 25   | E. Carpenter     | 5   |     |     |     | 15  | 23  | 16   | 26   | 20  | 21  |     |     |     |     |     | 81     |
| 26   | D. Kellet        |     | 21  | 20  | 20  |     |     | 24   | 31   |     |     | 22  | 21  | 24  | 25  |     | 67     |
| 27   | H. Castroneves   |     |     |     |     |     |     | 28   | 11   |     |     |     |     | 20  | 21  |     | 57     |
| 28   | S. Bourdais      |     |     |     |     |     |     |      |      |     |     |     |     | 21  | 18  | 4   | 53     |
| 29   | S. Karam         |     | 23  |     |     |     |     | 31   | 24   |     |     |     |     | 23  | 24  |     | 32     |
| 30   | J. R. Hildebrand |     |     |     |     |     |     | 32   | 16   |     |     |     |     |     |     |     | 28     |
| 31   | F. Alonso        |     |     |     |     |     |     | 26   | 21   |     |     |     |     |     |     |     | 18     |
| 32   | S. Pigot         |     | 24° |     |     |     |     | 12   | 25   |     |     |     |     |     |     |     | 17     |
| 33   | B. Hanley        |     |     |     |     |     |     | 33   | 23   |     |     |     |     |     |     |     | 14     |
| 34   | J. Davison       |     |     |     |     |     |     | 27   | 33   |     |     |     |     |     |     |     | 10     |
| 35   | S. McLaughlin    |     |     |     |     |     |     |      |      |     |     |     |     |     |     | 22  | 8      |
| Pos. | Fahrer           | TXS | IMS | ROA | ROA | IOW | IOW | INDY | INDY | GAT | GAT | MDO | MDO | IMS | IMS | STP | Punkte |

| Farbe      | Bedeutung                                          |
| ---------- | -------------------------------------------------- |
| Gold       | Sieger                                             |
| Silber     | 2. Platz                                           |
| Bronze     | 3. Platz                                           |
| Grün       | 4. und 5. Platz                                    |
| Hellblau   | 6. bis 10. Platz                                   |
| Dunkelblau | Rennen beendet (außerhalb der ersten zehn Piloten) |
| Violett    | Rennen nicht beendet                               |
| Rot        | nicht qualifiziert (DNQ)                           |
| Schwarz    | disqualifiziert (DSQ)                              |
| Weiß       | nicht am Start (DNS)                               |
| Weiß       | zurückgezogen (WD)                                 |
| Weiß       | Rennen abgesagt (C)                                |
| Blanko     | nicht teilgenommen                                 |
| Blanko     | nicht erschienen (DNA)                             |
| Blanko     | verletzt oder krank (INJ)                          |
| Blanko     | ausgeschlossen (EX)                                |

| Weitere Notation   |                                            |
| Fett               | Pole-Position (1 Punkt)                    |
| Kursiv             | Schnellste Rennrunde                       |
| Unterstrichen      | Führender in der Gesamtwertung             |
| *                  | Meiste Führungsrunden (2 Punkte + 1 Punkt) |
| °                  | Mindestens eine Führungsrunde (1 Punkt)    |
| Rookie of the Year |                                            |
| Rookie             |                                            |

| Farbe      | Bedeutung                                          |
| ---------- | -------------------------------------------------- |
| Gold       | Sieger                                             |
| Silber     | 2. Platz                                           |
| Bronze     | 3. Platz                                           |
| Grün       | 4. und 5. Platz                                    |
| Hellblau   | 6. bis 10. Platz                                   |
| Dunkelblau | Rennen beendet (außerhalb der ersten zehn Piloten) |
| Violett    | Rennen nicht beendet                               |
| Rot        | nicht qualifiziert (DNQ)                           |
| Schwarz    | disqualifiziert (DSQ)                              |
| Weiß       | nicht am Start (DNS)                               |
| Weiß       | zurückgezogen (WD)                                 |
| Weiß       | Rennen abgesagt (C)                                |
| Blanko     | nicht teilgenommen                                 |
| Blanko     | nicht erschienen (DNA)                             |
| Blanko     | verletzt oder krank (INJ)                          |
| Blanko     | ausgeschlossen (EX)                                |

| Weitere Notation   |                                            |
| Fett               | Pole-Position (1 Punkt)                    |
| Kursiv             | Schnellste Rennrunde                       |
| Unterstrichen      | Führender in der Gesamtwertung             |
| *                  | Meiste Führungsrunden (2 Punkte + 1 Punkt) |
| °                  | Mindestens eine Führungsrunde (1 Punkt)    |
| Rookie of the Year |                                            |
| Rookie             |                                            |